# Evy Leibfarth
Evy Leibfarth (/ˈɛvi ˈliːbfɑːrθ/; Sylva, 26 de janeiro de 2004) é uma canoísta estadunidense.

## Carreira
Em 2019, aos 15 anos, Leibfarth conquistou a medalha de ouro na prova de K1 feminino e a medalha de prata na prova de caiaque cross feminino nos Jogos Pan-Americanos realizados em Lima, Peru.
No mesmo ano, Leibfarth também competiu no Campeonato Mundial Júnior e Sub-23 de Canoagem Slalom de 2019, realizado em Cracóvia, Polônia, ganhando a medalha de ouro na prova júnior de Caiaque Cross e a medalha de bronze na prova júnior de K1.
Leibfarth representou os Estados Unidos nas Olimpíadas de Verão de 2020 em Tóquio, Japão. Ela é bissexual e estava entre os atletas LGBT competindo nos jogos. Leibfarth começou em ambos os eventos femininos e terminou em 12º no evento K1 e 18º no evento C1, após ser eliminada nas semifinais em ambas as ocasiões. Ela ganhou uma medalha de bronze em caiaque cross no Campeonato Mundial de 2021 em Bratislava.
Nos Jogos Olímpicos de Verão de 2024, em Paris, conquistou a medalha de bronze na competição do slalom C-1 feminino.